# 14 Bootis
Désignations
14 Bootis est une possible étoile binaire de la constellation du Bouvier, située à environ 110 années-lumière de la Terre.